# 吉川重國
吉川重國（1903年—1996年3月16日，即生於明治36年，卒於平成8年3月16日），日本宮內省（宮內廳的前身）官員、華族、從四位男爵。岩國藩吉川氏末裔。父親是吉川重吉，兄長是繼承吉川氏家督之位的吉川元光。妻子是越前國福井藩末裔松平慶民子爵的次女松平綾子。
他是吉川重吉的次男，於東京出生。京都帝國大學畢業後，1916年（大正5年）封為男爵。初期於東洋拓殖公司任職，1927年（昭和2年）往歐洲留學。返回日本後，進入宮內省擔任式部官狩獵官。1941年（昭和16年）晉升為課長。
二次大戰後，他成為宮中禮儀專家。1953年（昭和16年）隨當時皇太子明仁親王出席伊利沙伯二世的加冕典禮。1959年（昭和34年）明仁與正田美智子結婚之前，由他負責太子妃的皇室禮儀教育。後來秋篠宮文仁親王王妃的川嶋紀子結婚之前也由他指導宮中禮儀。
他在1996年（平成8年）去世，葬於東京都谷中靈園。